# Gruszka (powiat kielecki)
Gruszka – wieś w Polsce, położona w województwie świętokrzyskim, w powiecie kieleckim, w gminie Zagnańsk.
| SIMC    | Nazwa  | Rodzaj     |
| ------- | ------ | ---------- |
| 0279829 | Barcza | przysiółek |

W latach 1975–1998 miejscowość należała administracyjnie do województwa kieleckiego. 
Dojazd z Kielc zapewniają autobusy komunikacji miejskiej linii nr 7. 